# SpVgg Hellas-Nordwest 04
Die Spielvereinigung Hellas-Nordwest 04 war ein deutscher Fußballverein aus Berlin-Charlottenburg-Nord. Heimstätte von Hellas-Nordwest ist der Sportplatz Heckerdamm, welcher 2000 Zuschauern Platz bietet.

## Verein
Hellas-Nordwest Berlin wurde im Jahr 1904 unter der Bezeichnung SC Hellas 04 Berlin gegründet. Der Verein nahm anfangs an der Meisterschaft des Verbandes Berliner Athletik-Vereine teil, wechselte aber 1905 in die Meisterschaftsrunde des Verbandes Berliner Ballspielvereine. 1911 traten dem SC Hellas noch die Mannschaften des SC Berlin und kurzzeitig auch Hansa 07 Berlin bei. Auf sportlicher Ebene spielte Hellas im Berliner Fußball bis Ende des Zweiten Weltkrieges keine herausragende Rolle. Bis zur 1945 erfolgten Einstellung des Spielbetriebes agierte der Club mit der SpVgg Nordwest 1912 Berlin als Kriegsspielgemeinschaft Hellas/Nordwest.
1945 wurde die KSG aufgelöst und als SG Nordwest neu gegründet. Die beiden Spielgemeinschaften Nordwest und Hellas bildeten auch nach Kriegsende eine gemeinsame Mannschaft und agierten ab 1947 als SV Hellas-Nordwest Berlin. Erfolgreichste Zeit von Hellas-Nordwest waren die sechziger und siebziger Jahre, in welchen der Verein fast zwei Jahrzehnte in der Amateurliga Berlin agierte. Größter Erfolg der Vereinsgeschichte war der 1972 gelungene Einzug ins Endspiel des Paul-Rusch-Pokals. Wacker 04 Berlin besiegte Hellas-Nordwest aber deutlich mit 5:0. Nach der Ligenumstellung agierte der Verein noch eine Spielzeit in der Fußball-Oberliga Berlin und stieg gemeinsam mit dem Berliner SV 92 in die Landesliga ab, aus welcher der Verein ebenfalls durchgereicht wurde. Im Anschluss verschwand Hellas-Nordwest in den Niederungen des West-Berliner Lokalfußballs. Eine Rückkehr in höhere Ligen schaffte Hellas-Nordwest nicht mehr. Nach dem Aufstieg 2016 in die Landesliga gelang dem Verein der Durchmarsch in die Berlin-Liga (6. Liga), in die man 2017 aufstieg.
Der Vereinspräsident strebte seit Anfang 2017 eine Fusion mit dem Berlin Türkspor 1965 an. Im Herbst 2017 änderte der Verein folglich offiziell seinen Namen in Berlin Türkspor e. V. Die Vereinigung wurde letztlich am 11. Dezember 2017 vollzogen, seitdem spielt die Mannschaft unter dem Namen Berlin Türkspor 1965 in der Berlin-Liga.

## Statistik
- Teilnahme Amateurliga Berlin: 1961/62 bis 1977/78
- Teilnahme Oberliga Berlin: 1978/79
- Finalist Paul-Rusch-Pokal: 1971/72